# Monique Cassie
Monique Cassie, född 20 augusti 1979, är en nyzeeländsk skådespelare. 
Hon är mest känd för sin roll som Siva i TV-serien The Tribe. Hon har två systrar, Meryl Cassie och Megan Alatini, samt en äldre bror, Miquille Cassie. Megan och Meryl är också med i The Tribe där de spelar hennes systrar. 